# Font de l'Esquirol
La Font de l'Esquirol és una surgència del terme municipal de Monistrol de Calders, al Moianès.
Està situada a 550 metres d'altitud, en el Sot de l'Abellar, a la capçalera del torrent de la Baga de l'Abellar. És al sud-oest del poble de Monistrol de Calders i al sud-est de la masia del Bosc.